# Léon Boyer (poète)
Léon Boyer, né le 30 novembre 1883 à Marchastel dans le Cantal et mort pour la France devant Verdun dans le département de la Meuse le 10 mars 1916, est un instituteur et poète français du XXe siècle. Son nom est inscrit au Panthéon parmi les 560 écrivains morts au combat pendant la Première Guerre mondiale.

## Biographie
Léon Antoine Boyer, né le 30 novembre 1883 au hameau de Falgères à Marchastel est le fils de François Boyer (1857-), cultivateur et de Marie Elisabeth Andrieu (1854-1894).  
Il fréquente l'école communale jusqu'au certificat d’études qu'il obtient à la première place du canton en 1896. Devant son succès, sa famille étant modeste, il obtient une bourse pour continuer ses études à l’école primaire supérieure de Murat. Il les poursuit ensuite à l’École normale de Lyon pour devenir instituteur de 1901 à 1904. Il fait son service militaire au 139e régiment d'infanterie de novembre 1904 à septembre 1905. Libéré du service militaire avec le grade de caporal, il est nommé instituteur-adjoint à Bourg-de-Thizy (1905) puis instituteur à Trévol. Il épouse Marie Jeanne Charlotte Péronnet (1886-), également institutrice, le 12 avril 1909 à Cusset. Ils sont tous deux instituteurs à Cusset lorsqu'éclate la Première Guerre mondiale et parents de deux enfants : Jean (1910-) et Elise (1912-).  
Chaque été, ils passent les vacances en Haute-Auvergne, dans la ferme de ses parents installés à Saint-Saturnin. C'est cette Auvergne qu'il chante dans ses poèmes inspirés par la nature, les plantes, les animaux et les travaux des champs. Ses textes sont publiés dans La Revue des poètes et diverses revues à caractère régionaliste, notamment La Musette, La Semaine auvergnate et La Veillée d'Auvergne. Alexandre Puechmaille écrit que « Boyer est un poète de terroir qui se place à côté de poètes régionalistes universitaire, comme François Fabié, Eléonor Daubrée, Francis Yard qui ont sagement borné leur ambition à chanter leur petite patrie. Inspiré par le charme austère des pays auvergnats, Boyer, en réalité n'a jamais quitté le Cantal, et l'on sent sa tristesse quand il quitte son village de Falgères, sa joie quand il le retrouve. Ce souvenir toujours présent fait l'unité d'une œuvre qui constitue un bel exemple d'enracinement profond, d'inébranlable attachement à la terre des aïeux […] Le don de l'observation ténue se révèle plus heureusement peut-être dans la Galerie des bêtes. Cette partie de l'œuvre de Boyer rappelle celle de son collègue Pergaud et ne le lui cède en rien par la précision du détail pittoresque ».  
Mobilisé en août 1914 au 98e régiment d'infanterie de Roanne, il est d'abord réformé pour « faiblesse générale ». Reconnu bon pour le service armé en juin 1915, il est affecté au 153e régiment d'infanterie en septembre. Envoyé au front en février 1916, Léon Boyer est tué devant Verdun à la cote de Froideterre le 10 mars 1916,.
La citation qui accompagne sa distinction dans l'ordre de la médaille militaire parle de lui comme d'un « soldat courageux et dévoué. Tombé glorieusement pour le salut de la patrie, le 10 mars 1916, à Froide-Terre, en résistant avec la plus mâle énergie aux assauts répétés de l'ennemi. Croix de guerre avec étoile de bronze ».

## Œuvres principales
- Genêts et rocailles, préface de Jean Ajalbert, 1920

## Distinctions
- Médaille militaire, à titre posthume, décret du 11 septembre 1923[11]
- Croix de guerre 1914–1918, étoile de bronze

## Hommages
- Le nom de Léon Boyer est inscrit au Panthéon dans la liste des 560 écrivains morts pour la France[12].
- Son nom figure sur la plaque commémorative des instituteurs du Rhône à Lyon, sur les monuments aux morts de Cusset et de  Marchastel[13].
- En août 1935, des fêtes présidées par Camille Gandilhon Gens d'Armes sont organisées en son honneur à Murat[14],[15].
- Une stèle est inaugurée en août 2010 par l'Association des amis de Léon Boyer à Marchastel[16].
- La commune de Marchastel a donné à sa médiathèque le nom de Léon Boyer[17].